# St. Peter und Paul (Haberskirch)

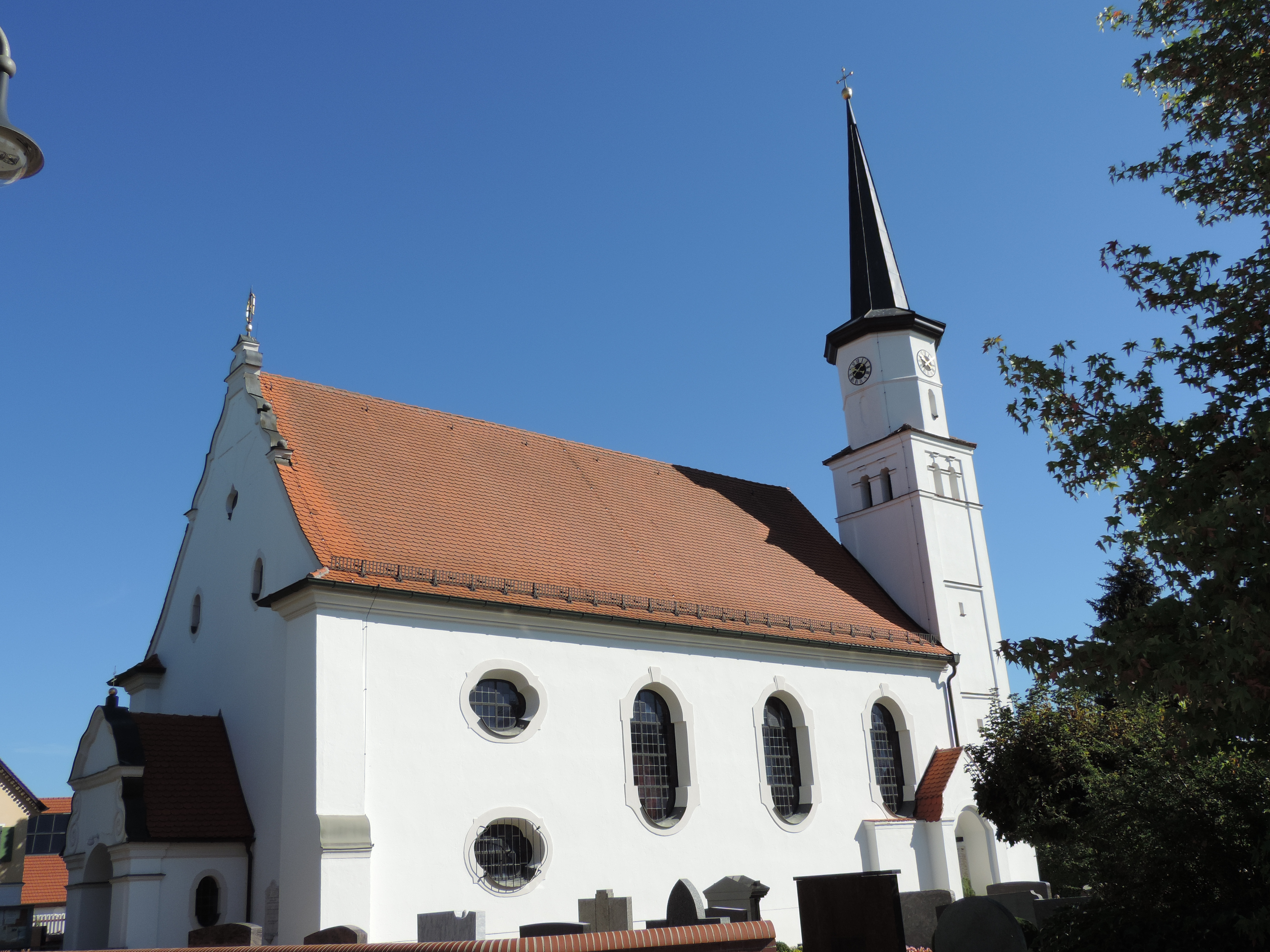
Kirche St. Peter und Paul

St. Peter und Paul ist eine katholische Pfarrkirche in Haberskirch bei Friedberg.

## Geschichte
Bereits im Jahre 1298 ist der Übergang des Patronatsrechts für die Kirche Peter und Paul vom Benediktinerkloster in Monheim an das Domkapitel in Augsburg dokumentiert. Der Sockel des Turms und der Chor sind spätgotisch; der Sakristeianbau wurde im 18. Jahrhundert ergänzt. Das Langhaus mit westlicher Empore wurde um 1910 nach Plänen des Augsburger Architekten Albert Kirchmayer erneuert.

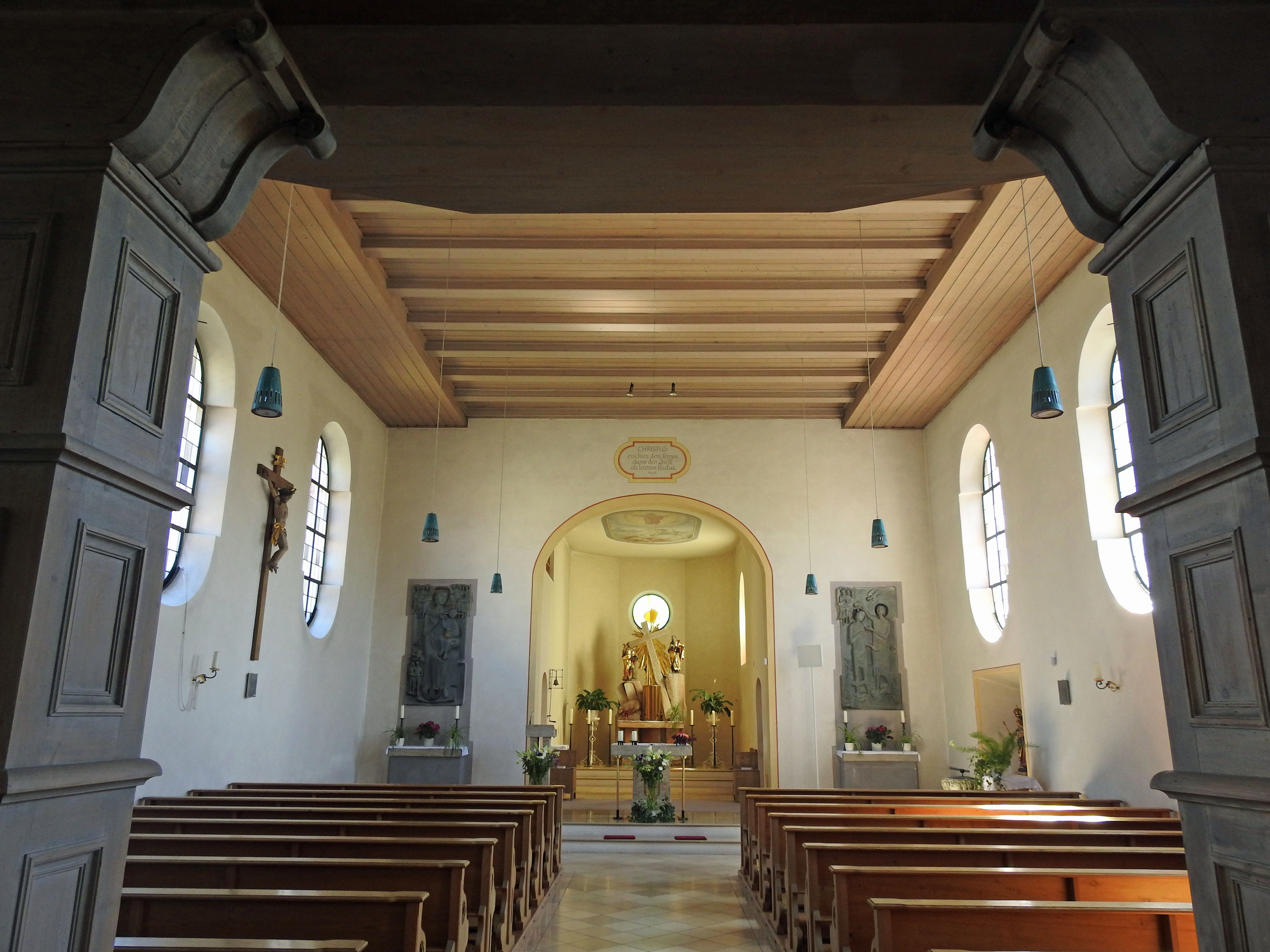
Innenansicht der Kirche St. Peter und Paul in Haberskirch

## Baubeschreibung
Bei der Kirche St. Peter und Paul handelt es sich um einen massigen, flachgedeckten Saalbau mit eingezogenem polygonalem Chor mit Dreiachtelschluss. Der Turm an der Südseite des Chors hat einen quadratischen fünfgeschossigen Unterbau und einen achteckigen zweigeschossigen Aufbau mit einer Spitzhaube. An der Nordseite des Chors befindet sich ein Sakristeianbau mit Mansarddach. Das Langhaus hat drei Großfensterachsen und eine zweigeschossige Querovalfensterachse. Der Turm verfügt über acht spitzbogige Schlitzfenster und zwei rundbogige Klangarkaden.

## Ausstattung

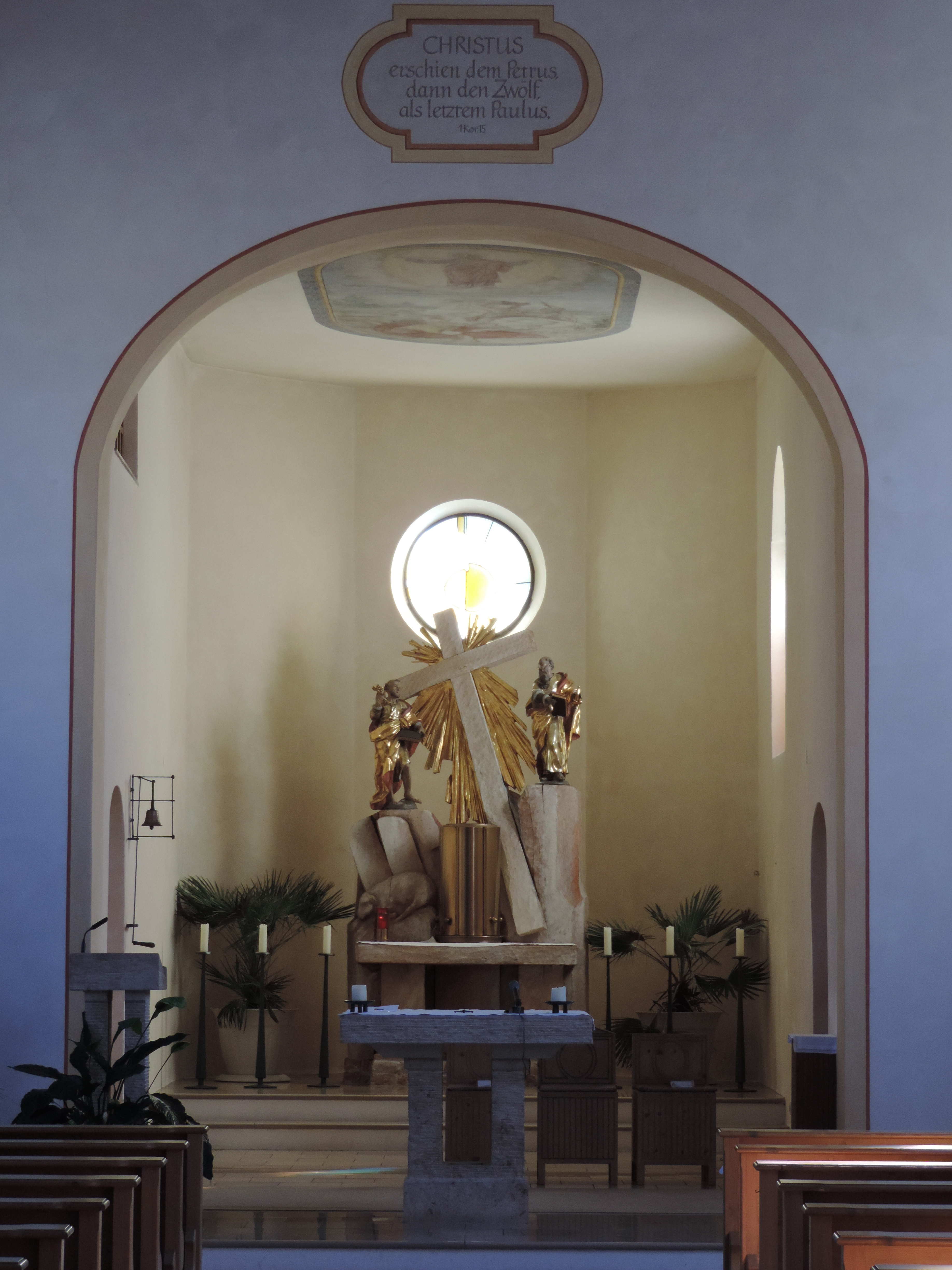
Altarraum

Die Dekorationsmalereien im Jugendstil von dem Weißenhorner Maler Anton Bischof um 1910 wurden in der Zeit nach dem Zweiten Weltkrieg vollständig entfernt. An der Chordecke ist noch das Fresko von Johann Thurner aus Lauingen aus dem Jahre 1861 erhalten. Das Weihwasserbecken aus Rotmarmor stammt aus der Zeit um 1600. Die Figuren der beiden Kirchenpatrone Peter und Paul auf dem Choraltar gelten als qualitätsvolle Arbeiten und sind um 1720 entstanden.